# Ahorn (bei Coburg)
Ahorn település Németországban, azon belül Bajorországban. Lakosainak száma 4149 fő (2023. december 31.).

## Népesség
A település népessége az elmúlt években az alábbi módon változott:
| Lakosok száma | 784  | 3096 | 3620 | 4293 | 4212 | 4223 | 4190 | 4244 | 4124 | 4149 |
|               | 1925 | 1970 | 1975 | 2011 | 2013 | 2014 | 2016 | 2019 | 2021 | 2023 |

## Fekvése
Coburg déli szomszédjában fekvő település.

## Galéria

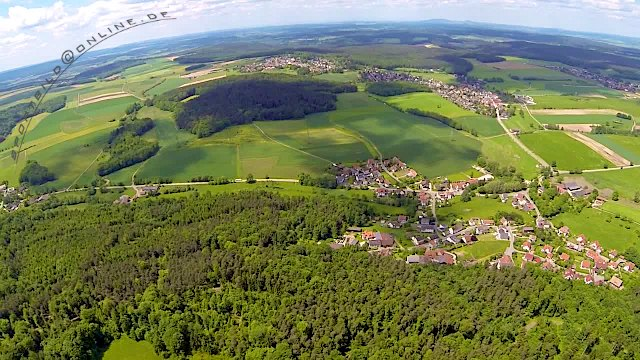
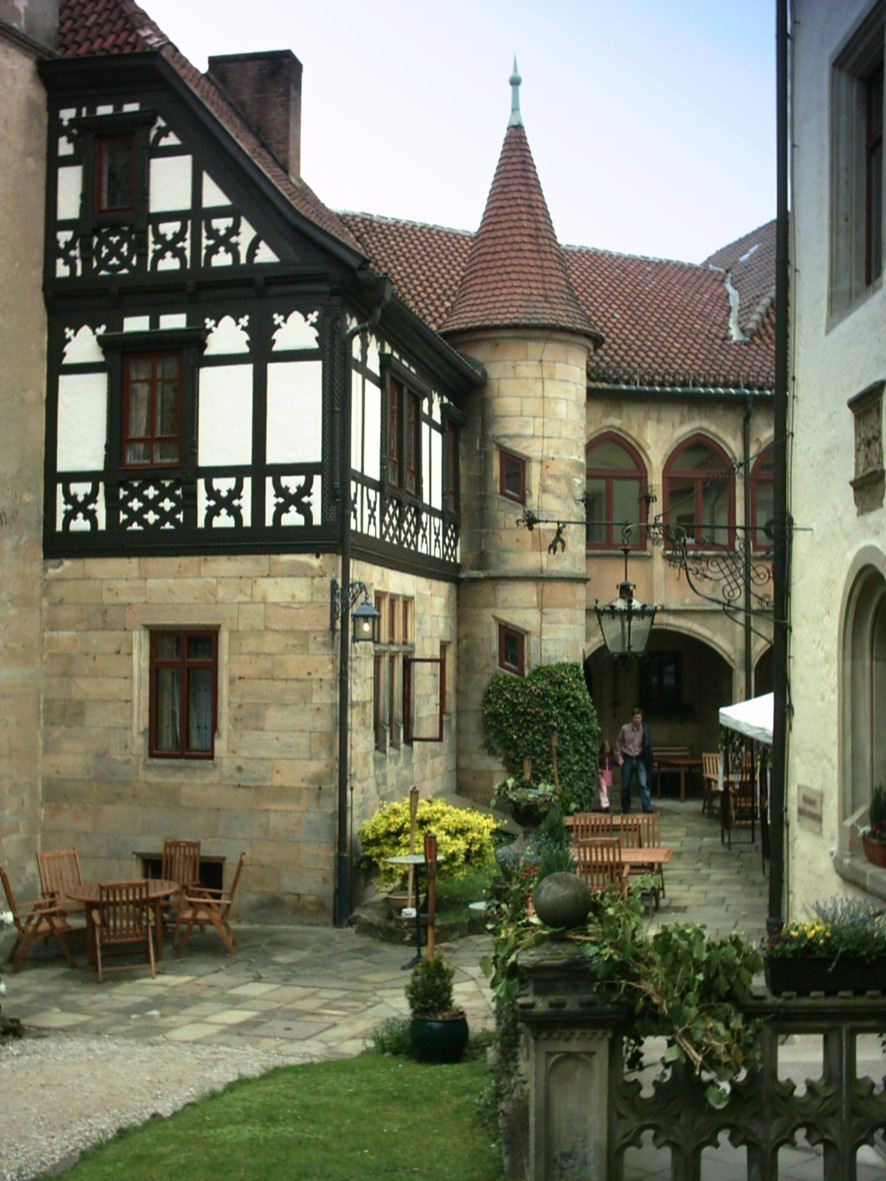
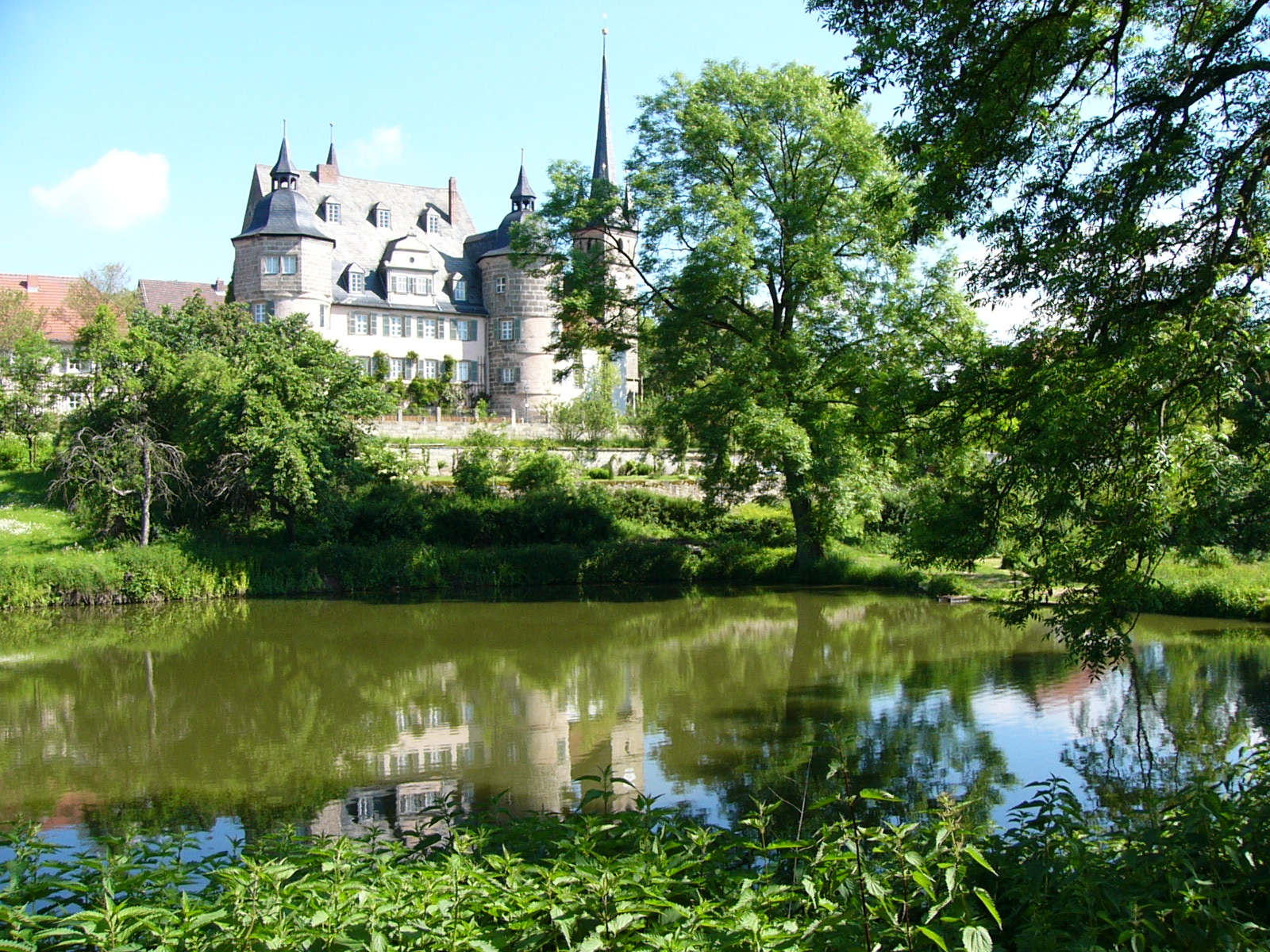
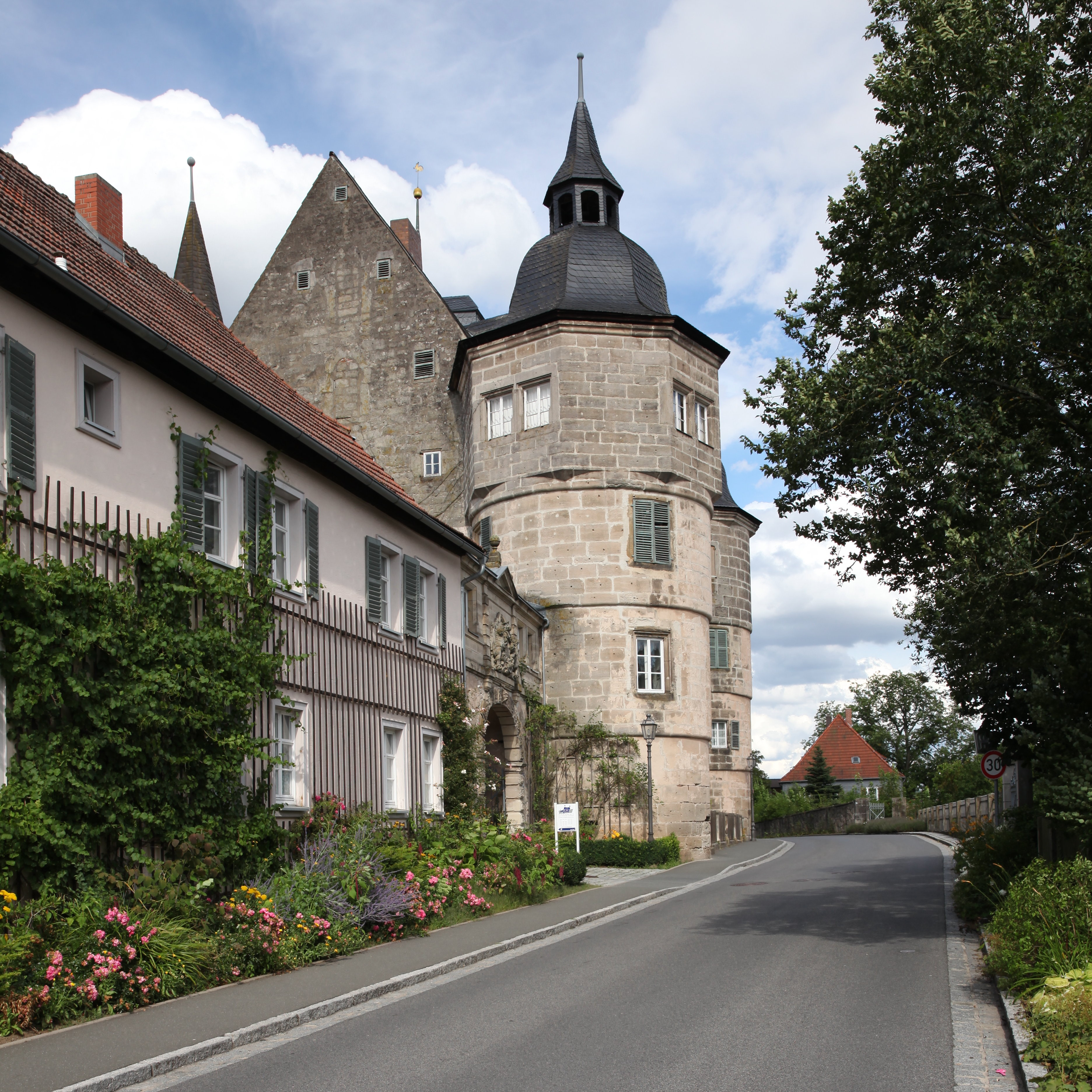
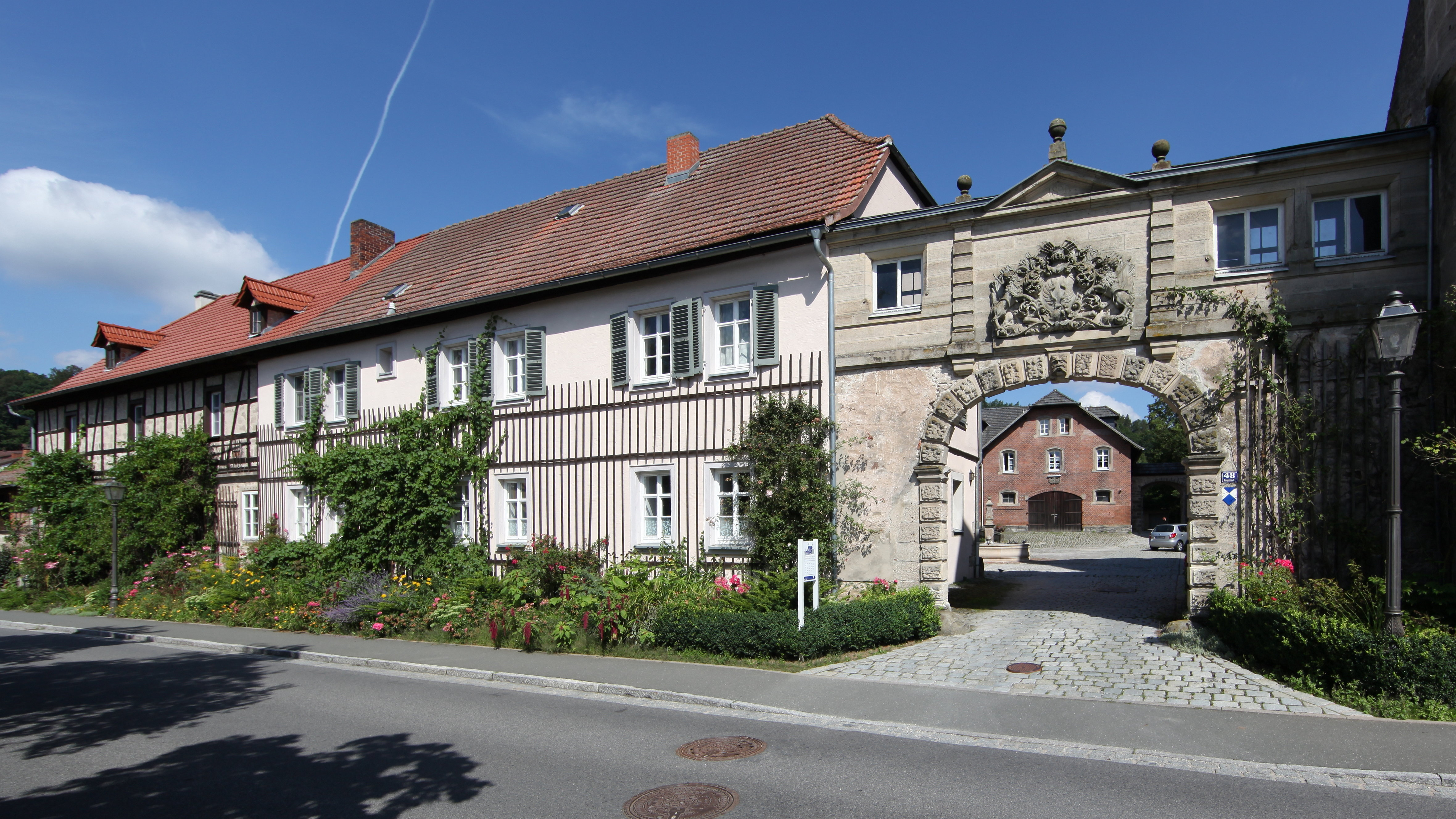
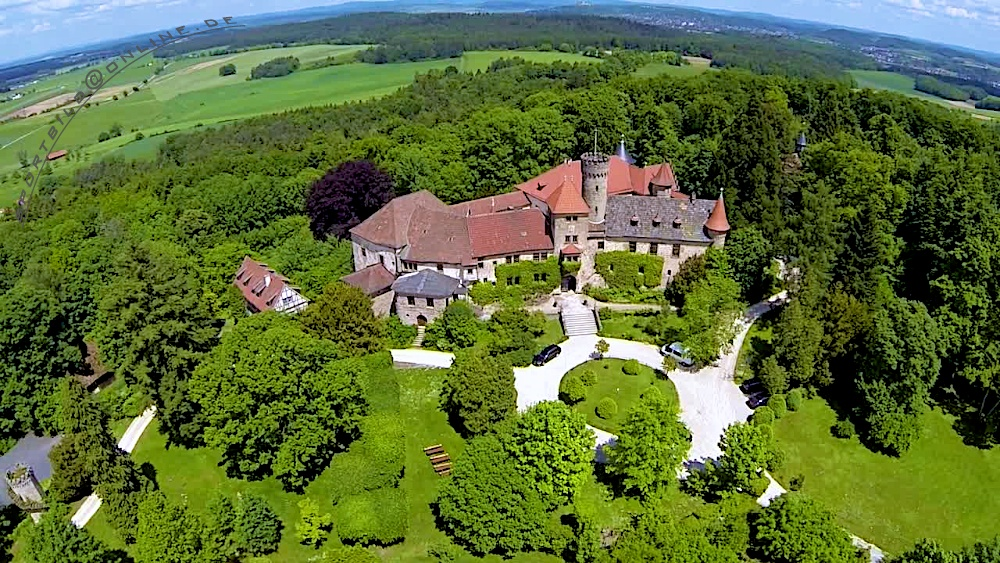
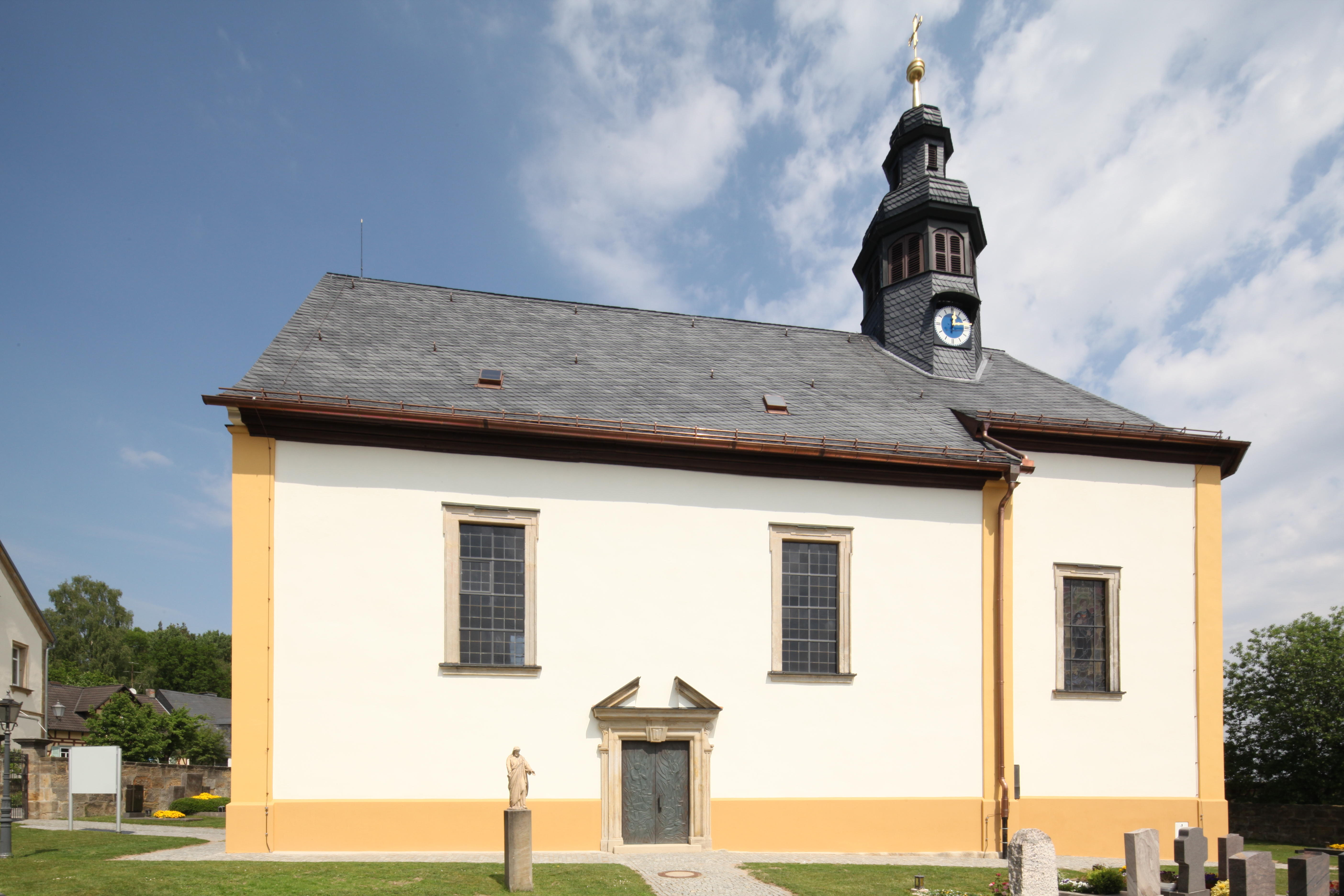
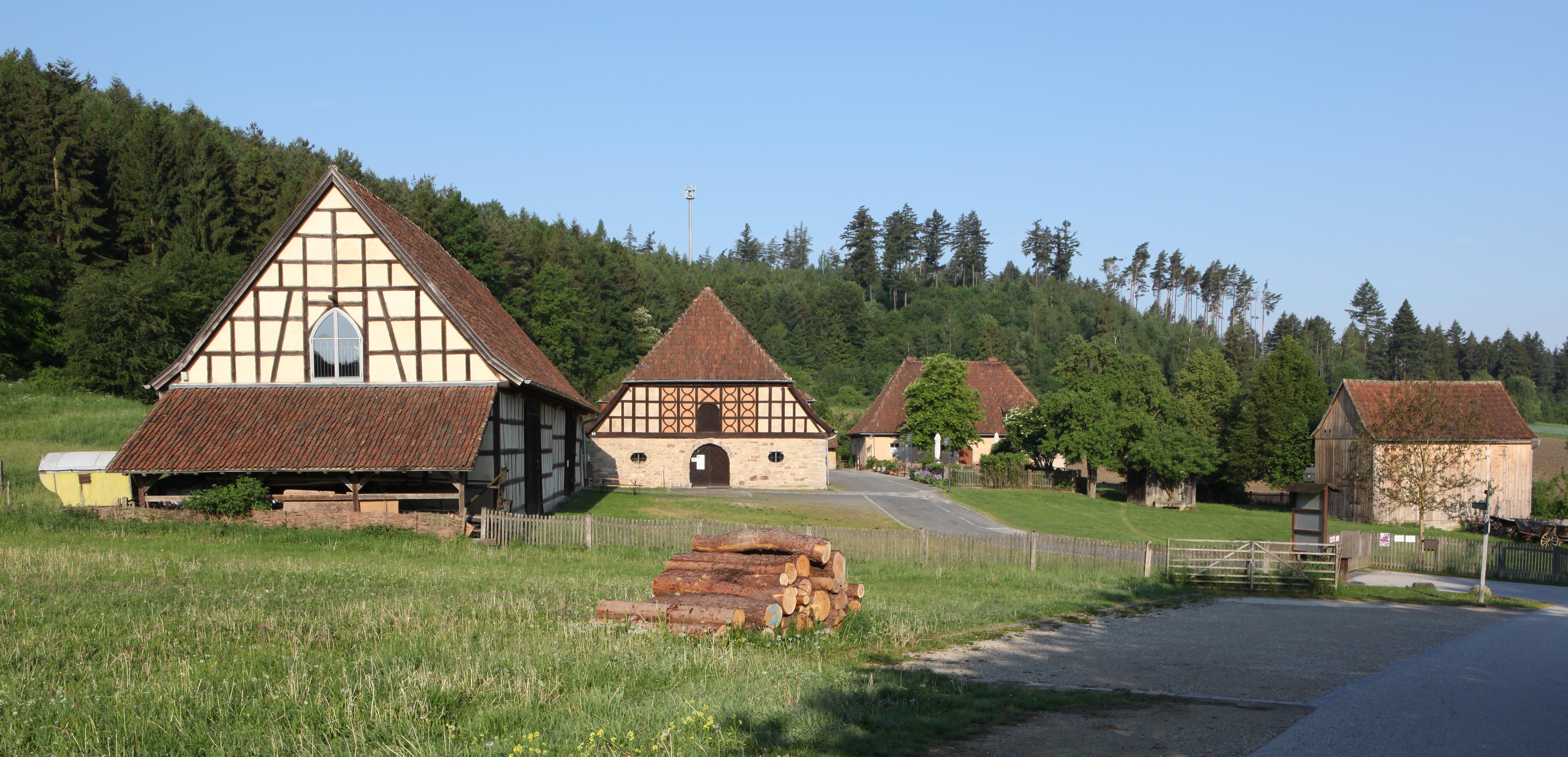
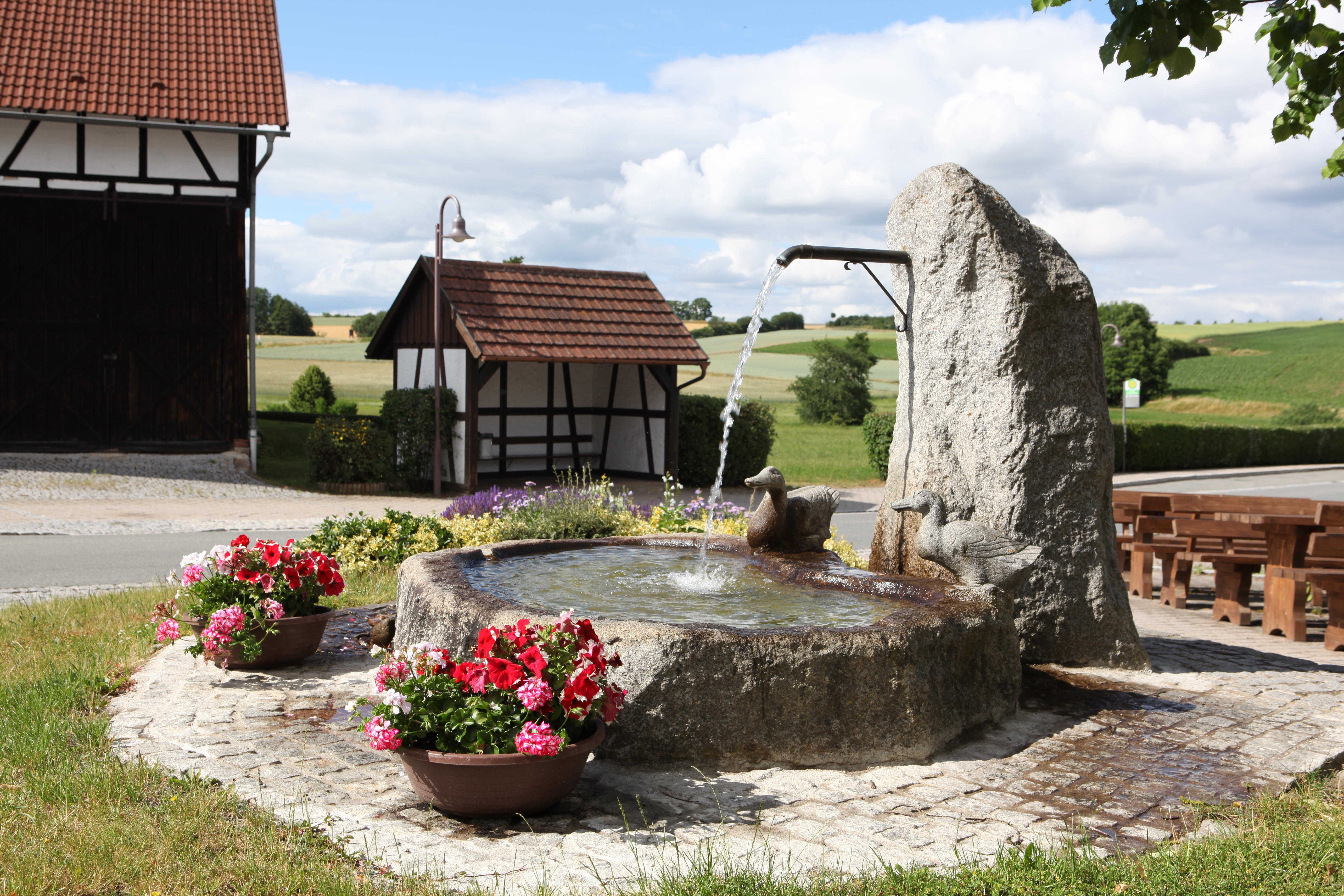